# Mick Pyne
Mick Pyne (* 2. September 1940 in Bridlington (East Riding of Yorkshire) als Michael John Pyne; † 24. Mai 1995 in Wimbledon) war ein britischer Jazzmusiker (Piano, Trompete, Saxophon, Arrangement).

## Leben
Pyne, dessen Vater Amateurpianist war, lernte ab dem Alter von drei Jahren zunächst Klavier, dann Violine. Als Jugendlicher spielte er Kornett. Dann konzentrierte er sich auf das Piano und spielte gemeinsam mit seinem Bruder Chris Pyne zunächst in lokalen Bands in East Yorkshire. 1959 zog er nach London, um erste Erfahrungen als professioneller Musiker zu sammeln. Er spielte in den nächsten Jahren bei Tony Kinsey und als Solopianist im Down Beat Club, ging für ein Jahr nach Frankreich, wo er auch mit Ray Warleigh amerikanische Solisten begleitete und trat in der Blues Incorporated von Alexis Korner auch als Tenorsaxophonist hervor. 1964 spielte er im Septett von John Stevens und begleitete dann amerikanische Musiker wie Stan Getz (mit dem er auch in Schweden und Dänemark spielte), Hank Mobley, Joe Williams, Roland Kirk, Dexter Gordon oder Lee Konitz. Ab 1966 gehörte er zur Band von Tubby Hayes, wirkte auch bei Phil Seamen, bevor er eigene Gruppen vom Trio bis zur Bigband leitete. Ab 1970 arbeitete er mit dem Quintett von Ronnie Scott und in verschiedenen Ensembles von John Stevens (Spontaneous Music Ensemble, Amalgam), um von 1972 bis 1985 bei Humphrey Lyttelton zu spielen. Er gehörte auch zu den Bands von Georgie Fame und Charlie Watts. In den letzten Jahren trat er in den Bands von Keith Smith und Elaine Delmar auf. Auch begleitete er die Sängerin Adelaide Hall. Er nahm mehrere eigene Alben auf (auf denen er auch im Duett mit sich selber am Kornett zu hören ist) und war an Plattenaufnahmen von Tubby Hayes, Humphrey Lyttelton Michael Gibbs, Charles Tolliver, Kathy Stobart, Philly Joe Jones und Jon Eardley beteiligt.

## Lexigraphische Einträge
- Ian Carr, Digby Fairweather, Brian Priestley: Rough Guide Jazz. Der ultimative Führer zur Jazzmusik. 1700 Künstler und Bands von den Anfängen bis heute. Metzler, Stuttgart/Weimar 1999, ISBN 3-476-01584-X.
- John Chilton, Who’s Who of British Jazz. Continuum 2004; ISBN 978-0826472342